# سنوات التويست المجنونة
سنوات التويست المجنونة بالفرنسية Les Folles Années du twist فيلم كوميدي فرنسي جزائري تدور أحداثه أثناء الحرب التحريرية بدأ التصوير به سنة 1982 وأطلق سنة 1986 من إخراج محمود زموري.

## القصة
تدور الأحداث في مدينة بوفاريك، الجزائر، 1960. صلاح وبوعلام، ولدان يبلغان من العمر عشرين عامًا يرتديان قمصانًا عصرية ونظارات داكنة، يهتمان أكثر بالتطور من العمل في حرب الاستقلال. 

## تفاصيل الفيلم
- عنوان: سنوات التويست المجنونة
- إخراج: محمود الزموري
- النص: محمود الزموري
- تصوير: العربي لخضر حمينة
- صوت: فارتان كاراكوسيان وجان بول لوبلييه
- الديكورات: حسين منجيليت
- بدلة: اريك غيرين
- مونتاج: يوسف طوبني
- أغنية: ريتشارد أنتوني
- شركة إنتاج: ONCIC (الجزائر)، Fennec Productions (باريس)
- البلد الأصلي: الجزائر، فرنسا
- صيغة: الألوان - 35 مم
- جنس: كوميديا
- مدة: 90 دقيقة